# Koren István (szobrász)
Koren István (Törökbecse, 1911. május 6. – Budapest, 1994. október 8.) szobrászművész.

## Származása
Evangélikus papi családba született. Dédapja, Koren István, aszódi tanító, kinek leghíresebb tanítványa Petőfi Sándor volt. Unokatestvére, Koren Emil püspökhelyettes volt.

## Élete
A budapesti Tavaszmező utcai reálgimnáziumban tanult, majd kitanulta a műbútorasztalosságot.
1933–1939 között a Magyar Képzőművészeti Főiskola szobrász szakára járt, mestere Bory Jenő volt. 1935–1938 között anatómiai tanulmányokat folytatott a budapesti Pázmány Péter Tudományegyetem Orvostudományi Karán.
1938–1950 között Anatómiai Intézetben volt egyetemi előadó, ahol demonstratív művészeti anatómiát tanított. 1952–1964 között a Népművelési Intézet megbízásából anatómiát tanított. Elkészített preparátumaival Pátzay Pál tevékenységét segítette. Készített portrészobrokat, portrédomborműveket, plaketteket, kisplasztikákat és közel 1500 anatómiai modellt, a honvédségnek és katasztrófavédelemnek viasz szemléltető eszközöket. Idős korában agykamra modellt készített műgyantából, ami ekkor nemzetközi újdonságnak számított,
Tanítványai voltak többek között Gyémánt László, Halmy Miklós, Kálmánfy János, Kiricsi Ernő, Csepregi Gyula, Molnár Szilárd festők, Pató Róza szobrász.

## Egyéni kiállítások
1949: Az ember származása kiállítás Balogh Jánossal (a plasztikai anyagot ő készítette), Magyar Nemzeti Múzeum, Budapest.

## Köztéri művei
- Szent István (kőszobor, Vác)
- Hősi emlékmű (Nógrád vármegye[pontosabban?])
- készített még több templomi szobrot is.

## Emlékezete

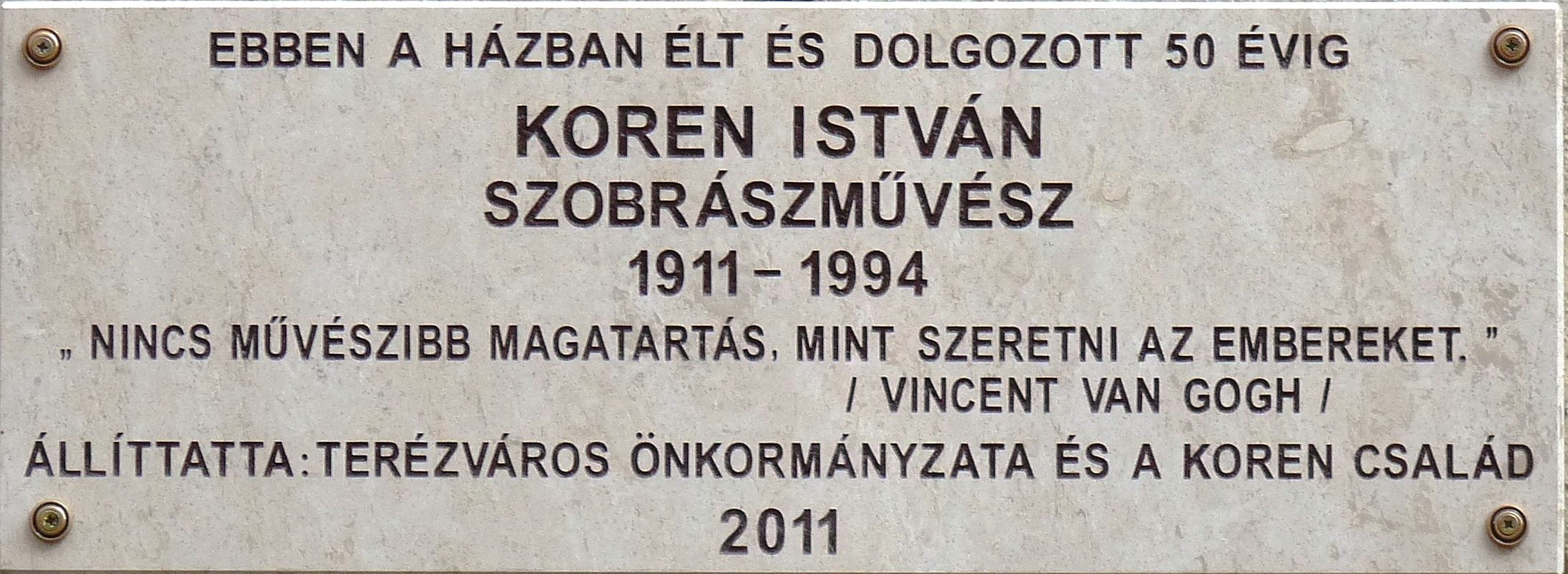
Emléktáblája, Budapest, VI. kerület, Hajós utca 19.

Születésének 100. évfordulóján avatták fel emléktábláját egykori lakóházának falán (Budapest, VI. kerület Hajós utca 19.)